# Destination Calabria
«Destination Calabria» es una canción club house producida por Alex Gaudino, con la voz de Crystal Waters.
La canción es una mezcla, tomando la canción instrumental "Calabria" de Rune RK y las voces de "Destination Unknown" de Alex Gaudino y Crystal Waters, ambas lanzadas originalmente en 2003. Fue producida con ayuda de Maurizio Nari y Ronnie Milani, haciendo coincidir el riff de saxofón de "Calabria" con la voz de Crystal Waters. "Destination Calabria" fue lanzada como un sencillo 12" el 4 de diciembre de 2006 por la discográfica italiana Rose Records y como sencillo en CD el 19 de marzo de 2007 por la discográfica británica Data Records. La canción fue un éxito además de en Italia y Reino Unido en otros varios países, incluidos Bélgica, Francia, España, Irlanda y Australia.

## Video musical
El videoclip fue dirigido por Eran "Rani" Creevy y producido por Ben Pugh de Ministry of Sound. Muestra sobre un fondo neutro blanco a ocho bailarinas con uniformes de banda de música, chaqueta acortada verde y microfalda negra con zapatos de tacón alto, simulando tocar varios instrumentos de una manera seductora e insinuante, con coreografía de David Leighton. En algunas tomas, parecen verse cientos de bailarinas a la vez, pero estas son simplemente las ocho originales replicadas muchas veces con imágenes digitales.
La propia Waters no aparece en el vídeo, pero las miembros de la banda de música sincronizan sus labios con la letra en varios momentos.
Las ocho mujeres llevan gorros con el escudo nacional argentino, similar al utilizado por los granaderos.

## Éxito comercial
"Destination Calabria" entró en el UK Singles Chart en el #18 el 18 de marzo de 2007, solo en descargas digitales. El 1 de abril de 2007, la canción alcanzó el #4 en el gráfico. Sin embargo, alcanzó el # 1 en las listas del UK Dance Chart. Hasta ahora ha llegado al #4 en el gráfico de ARIA Club Charts. El sencillo resultó ser un gran éxito en Australia alcanzando el puesto #3 en el principal cuadro de ARIA Singles. Alcanzó el número 1 en el Top 20 del ARIA Dance Chart.

## Lista de canciones
| 12" Maxi (Lanzamiento: 04/12/2006; Rise Records 345) 1. «Destination Calabria» (Extended Mix) — 6:56 2. «Destination Calabria» (Nari & Milani Club Mix) — 6:53 3. «Destination Calabria» (Gaudino & Rooney Remix) — 8:06 12" Maxi (Lanzamiento: 02/2007; Rise Records 364) 1. «Destination Calabria» (UK Extended Mix) — 6:52 2. «Destination Calabria» (Paul Emanuel Remix) — 7:40 3. «Destination Calabria» (King Unique Remix) — 6:47 4. «Destination Calabria» (Laidback Luke Remix) — 7:16 Sencillo en CD (Lanzamiento: 19/03/2007; Scorpio 510 151-5 1. «Destination Calabria» (Original Radio Edit) — 3:40 2. «Destination Calabria» (UK Radio Edit) — 3:00 Enhanced CD Maxi (Lanzamiento: 19/03/2007; Data 135 954-2 1. «Destination Calabria» (Radio Edit) — 3:02 2. «Destination Calabria» (Club Mix) — 6:54 3. «Destination Calabria» (Paul Emanuel Remix) — 7:39 4. «Destination Calabria» (Laidback Luke Remix) — 7:16 5. «Destination Calabria» (Drunkenmunky 2007 Remake)— 6:41 - «Destination Calabria» (Video) — 3:02 | 12" Maxi (Lanzamiento: 26/03/2007; Data 153T) 1. «Destination Calabria» (Club Mix) — 6:31 2. «Destination Calabria» (Laidback Luke Remix) — 7:18 3. «Destination Calabria» (Paul Emanuel Remix) — 7:42 4. «Destination Calabria» (King Unique Remix) — 6:49 CD-Maxi (Lanzamiento: 25/05/2007; Ministry Of Sound 0181733MIN / EAN 4029758817339) 1. «Destination Calabria» (Radio Edit) — 3:02 2. «Destination Calabria» (Club Mix) — 6:56 3. «Destination Calabria» (Paul Emanuel Remix) — 7:42 4. «Destination Calabria» (Laidback Luke Remix) — 7:17 5. «Destination Calabria» (Kign unique Remix) — 6:37* - «Destination Calabria» (Video) 12" Maxi (Lanzamiento: 2007; Data 153P1) 1. «Destination Calabria» (Club Mix) — 6:52 2. «Destination Calabria» (Paul Emanuel Remix) — 7:40 3. «Destination Calabria» (Laidback Luke Remix) — 7:16 4. «Destination Calabria» (King Unique Remix) — 6:47 |

## Posición en listas
| Listas (2007) | Posiciones  |
| ------------- | ----------- |
| Alemania      | 30          |
| Australia     | 3           |
| Austria       | 55          |
| Bélgica       | 2           |
| España        | 5 (Platino) |
| Finlandia     | 8           |
| Francia       | 6           |
| Irlanda       | 2           |
| Italia        | 12          |
| Nueva Zelanda | 35          |
| Países Bajos  | 16          |
| Reino Unido   | 4           |
| Suecia        | 10          |
| Suiza         | 50          |